# Хосе Мігель де Карвахаль-Варгас
Хосе Мігель де Карвахаль-Варгас-і-Манріке де Лара Поланко, 2-й герцог Сан-Карлос (ісп. José Miguel de Carvajal y Manrique de Lara Polanco, II duque de San Carlos; 8 травня 1771 — 27 вересня 1828) — іспанський дипломат і державний діяч, державний секретар Іспанії за правління короля Фернандо VII. Обіймав посади посла Іспанії в Парижі, Лондоні та Лісабоні.